# NGC 3133
NGC 3133 é uma galáxia espiral (Sb) localizada na direcção da constelação de Hydra. Possui uma declinação de -11° 57' 55" e uma ascensão recta de 10 horas, 07 minutos e 12,7 segundos.
A galáxia NGC 3133 foi descoberta em 1886 por Frank Leavenworth.